# نیکلسون، کوئینزلند
نیکلسون یک منطقه ساحلی دورافتاده در شایر آو بورک، کوئینزلند، استرالیا است. این منطقه در مرز با قلمرو شمالی قرار دارد. در سرشماری ۲۰۲۱، نیکلسون ۳۲ نفر جمعیت داشت.

## جغرافیا
خلیج کارپنتاریا مرزهای شمالی و شمال شرقی این محل را تشکیل می‌دهد که توسط محله ساحلی گانگلیدا از هم جدا شده است. رودخانه نیکلسون از جنوب غربی (قلمرو شمالی) وارد می‌شود و سپس بخش‌هایی از مرز جنوبی را تشکیل می‌دهد و سپس دوباره وارد این منطقه می‌شود تا به خلیج بریزد.
بزرگراه ملی ۱ از جنوب وارد این منطقه می‌شود (دوماجی) و سپس به سمت شمال غربی می‌پیچد تا از میان این منطقه عبور کند و به قلمرو شمالی (۱۷°۱۲′۴۸″جنوبی ۱۳۷°۵۹′۴۱″شرقی / ۱۷٫۲۱۳۳°جنوبی ۱۳۷٫۹۹۴۸°شرقی) خارج می‌شود. این بخش از بزرگراه همچنین بخشی از راه ساوانا، یک مسیر توریستی است.
بخش کوچکی از پارک ملی بوجامولا (که قبلاً پارک ملی لان هیل بود) در جنوب غربی این منطقه وجود دارد. جدا از این منطقه حفاظت شده، کاربری زمین، چرای دام با پوشش گیاهی بومی است. زمین‌های نزدیک به خلیج کارپنتاریا، مرداب هستند و عمدتاً باتلاق‌های حرا.

## تاریخچه

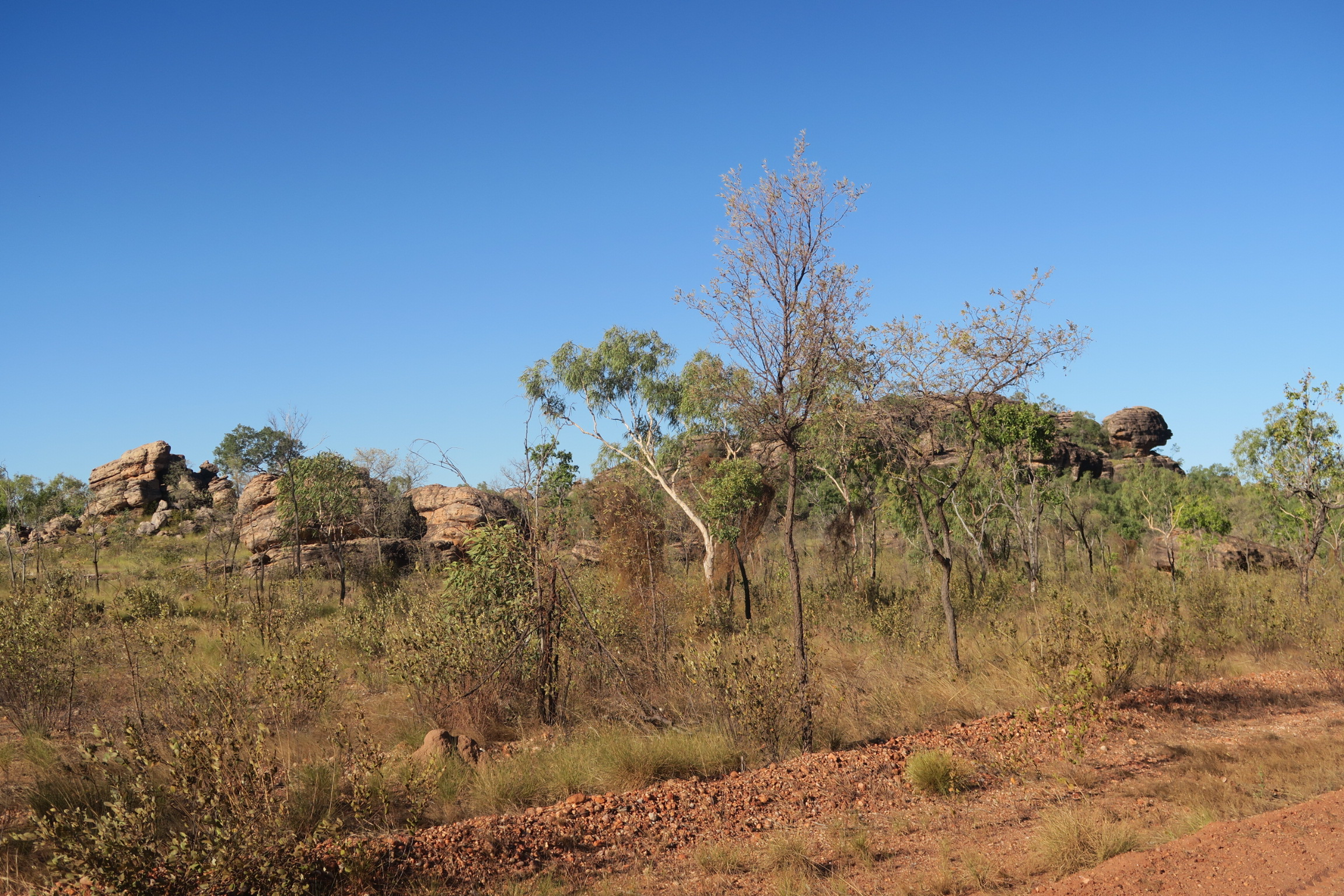
پرتگاه دروازه جهنم، ۲۰۱۶

هلز گیت رودهاوس یک ایستگاه گردشگری در جاده ساوانا است که ۸۰ کیلومتر از دوماجی و ۵۰ کیلومتر از مرز قلمرو شمالی (۱۷°۲۷′۱۸″جنوبی ۱۳۸°۲۱′۲۲″شرقی / ۱۷٫۴۵۵۰°جنوبی ۱۳۸٫۳۵۶۲°شرقی) در ایستگاه گاوداری کلیفدیل قرار دارد. این ایستگاه در ۵ آوریل ۱۹۸۶ افتتاح شد. این نام به شکافی در پرتگاه مجاور اشاره دارد که جاده از آنجا عبور می‌کند. از طریق.

## جمعیت‌شناسی
در سرشماری ۲۰۱۶، نیکلسون «هیچ جمعیتی نداشت یا جمعیت بسیار کمی داشت».
در سرشماری ۲۰۲۱، نیکلسون ۳۲ نفر جمعیت داشت.

## فهرست میراث
نیکلسون تعدادی میراث لیست شده مکان دارد، از جمله:
- خانه قدیمی وستمورلند (۱۷°۲۰′۲۵″جنوبی ۱۳۸°۱۵′۰۰″شرقی / ۱۷٫۳۴۰۳°جنوبی ۱۳۸٫۲۵°شرقی)[۸]

## آموزش
هیچ مدرسه‌ای در نیکلسون وجود ندارد. نزدیکترین مدارس، مدرسه دولتی برک‌تاون (پیش‌دبستانی تا سال ششم) در همسایگی بورک‌تاون در شرق و مدرسه دولتی دوماجی (دوران کودکی تا سال دهم) در همسایگی دوماجی در جنوب هستند. با این حال، این مدارس برای رفت و آمد روزانه از بسیاری از نقاط نیکلسون بسیار دور هستند. همچنین هیچ مدرسه‌ای در نزدیکی وجود ندارد که به دانش‌آموزان سال دوازدهم آموزش ارائه دهد. گزینه‌های جایگزین عبارتند از آموزش از راه دور و مدرسه شبانه‌روزی.

## جاذبه‌ها
هتل جاده‌ای هلز گیت سوخت، غذا و طیف وسیعی از اقامتگاه‌ها را از محل کمپ گرفته تا اتاق‌های متل فراهم می‌کند. پروازهای هلیکوپتر برای مناظر زیبا در دسترس هستند.

## حمل و نقل
فرودگاه هلز گیت (۱۷°۲۸′۰۰″جنوبی ۱۳۸°۲۲′۰۱″شرقی / ۱۷٫۴۶۶۷°جنوبی ۱۳۸٫۳۶۷۰°شرقی) یک باند به طول ۱٬۵۰۰ متر (۴٬۹۰۰ فوت) دارد. این فرودگاه در آن سوی جادهٔ هلز گیت قرار دارد.

## زبان‌های بومی
یوکولتا (همچنین با نام گانگگالیدا شناخته می‌شود) یک زبان بومی استرالیا است. منطقه زبانی یوکولتا، کشور خلیج فارس است که شامل مناطق دولتی محلی شعبه بومیان دوماجی و شعبه مورنینگتون می‌شود.
یولونا (همچنین با نام‌های یالارنگا، یالارنگا، جالانگا، جالانگا، وونگانجا، گونگگالیدا، جوکولا شناخته می‌شود) یک زبان بومی استرالیا است. منطقه زبانی یولونا شامل مرزهای دولت محلی شایر کلونکوری و سایر مناطق نزدیک خلیج کارپنتاریا می‌شود.